# Simbario
Simbario (tiếng Hy Lạp: Symbarion, Synvarion) là một đô thị ở tỉnh Vibo Valentia trong vùng Calabria, có cự ly khoảng 40 km về phía tây namcủa Catanzaro và khoảng 20 km về phía đông của Vibo Valentia.
Simbario giáp các đô thị: Brognaturo & Spadola, Cardinale, Pizzoni, Sorianello, Torre di Ruggiero, Vallelonga, Vazzano.